# Giuseppe Signori
Giuseppe „Beppe“ Signori (* 17. Februar 1968 in Alzano Lombardo) ist ein ehemaliger italienischer Fußballspieler.

## Karriere
Der Stürmer Signori startete seine Profikarriere 1986 bei Piacenza Calcio, wo er 1987 in die Serie B aufstieg. 1989, nach dem Abstieg Piacenzas in die Drittklassigkeit, wechselte er innerhalb der zweiten Spielklasse zu US Foggia, wo er 1991 in die Serie A aufstieg. Seinen Durchbruch erlebte er, nachdem er 1992 zu Lazio Rom gewechselt war. „Beppe“' Signori wurde hier zu einem der beliebtesten Spieler und italienischer Nationalspieler.
Im Nationaldress konnte er sich allerdings nie richtig durchsetzen und nahm nur an einem großen Turnier teil, der Fußball-Weltmeisterschaft 1994 in den USA. 1997 wechselte er für ein Jahr zu Sampdoria Genua.
Einen zweiten Frühling erlebte er zwischen 1998 und 2004 beim FC Bologna. Anschließend wechselte er nach Griechenland zu Iraklis Saloniki. Im Oktober 2005 wechselte Signori zum ungarischen Club FC Sopron, wo er im Frühjahr 2006 als Spielertrainer aktiv war und danach seine Karriere beendete.
Insgesamt erzielte „Beppegol“ 188 Tore in 344 Spielen in der Serie A und zählt damit zu den erfolgreichsten Torschützen in der Geschichte der italienischen Liga. Er wurde 1993, 1994 und 1996 Torschützenkönig der Serie A und ist mit wettbewerbsübergreifenden 127 Toren für Lazio Rom nach Silvio Piola der erfolgreichste Torschütze des Hauptstadtvereins.

## Möglicher Wettskandal
Bei einer landesweiten Razzia in Italien durch die Staatsanwaltschaft Cremona im Juni 2011, wurden eine 30-köpfige Bande von mutmaßlichen Wettbetrügern verhaftet, darunter Giuseppe Signori und 15 weitere Spieler, Vereinsfunktionäre und Wettbürobetreiber.
Die Beschuldigten sollen in den vergangenen Monaten Spiele der ersten, zweiten und dritten Liga manipuliert und dann im In- und Ausland hohe Wettsummen darauf gesetzt haben. Signori ist nach Aussage des Cremoneser Richters Guido Salvini die Hauptfigur der mutmaßlichen Betrügerbande, zu der auch Stefano Bettarini, Mauro Bressan, Antonio Bellavista und Cristiano Doni gehören sollen. Signori und seinen Komplizen drohen mehrere Jahre Haft. Der Italienische Fußballverband kündigte gerichtliche Schritte gegen die Betrüger an.

## Auszeichnungen
- Torschützenkönig in der Serie A: 1992/93, 1993/94, 1995/96
- Torschützenkönig im italienischen Pokal: 1992/93, 1997/98
- Italiens Fußballer des Jahres: 1993

## Saisonübersicht
| Verein               | Liga                      | Saison          | Liga   | Liga | Nat. Pokal | Nat. Pokal | Europapokal | Europapokal | Andere | Andere | Gesamt | Gesamt |
| Verein               | Liga                      | Saison          | Spiele | Tore | Spiele     | Tore       | Spiele      | Tore        | Spiele | Tore   | Spiele | Tore   |
| -------------------- | ------------------------- | --------------- | ------ | ---- | ---------- | ---------- | ----------- | ----------- | ------ | ------ | ------ | ------ |
| UC AlbinoLeffe       | Campionato Interregionale | 1984/85         | 8      | 5    | –          | –          | –           | –           | –      | –      | 8      | 5      |
| UC AlbinoLeffe       | Serie C2                  | 1985/86         | 30     | 3    | –          | –          | –           | –           | –      | –      | 30     | 3      |
| Gesamt               | Gesamt                    | Gesamt          | 38     | 8    | –          | –          | –           | –           | –      | –      | 38     | 8      |
| Piacenza Calcio      | Serie C1                  | 1986/87         | 14     | 1    | 3          | 0          | –           | –           | –      | –      | 17     | 1      |
| Piacenza Calcio      | Serie B                   | 1988/89         | 32     | 5    | 5          | 0          | –           | –           | –      | –      | 37     | 5      |
| Gesamt               | Gesamt                    | Gesamt          | 46     | 6    | 8          | 0          | –           | –           | –      | –      | 54     | 6      |
| Trento Calcio 1921   | Serie C1                  | 1987/88         | 31     | 3    | –          | –          | –           | –           | –      | –      | 31     | 3      |
| Gesamt               | Gesamt                    | Gesamt          | 31     | 3    | –          | –          | –           | –           | –      | –      | 31     | 3      |
| US Foggia            | Serie B                   | 1989/90         | 34     | 14   | –          | –          | –           | –           | –      | –      | 34     | 14     |
| US Foggia            | Serie B                   | 1990/91         | 34     | 11   | 4          | 1          | –           | –           | –      | –      | 38     | 12     |
| US Foggia            | Serie A                   | 1991/92         | 32     | 11   | 2          | 0          | –           | –           | –      | –      | 34     | 11     |
| Gesamt               | Gesamt                    | Gesamt          | 100    | 36   | 6          | 1          | –           | –           | –      | –      | 106    | 37     |
| Lazio Rom            | Serie A                   | 1992/93         | 32     | 26   | 6          | 6          | –           | –           | –      | –      | 38     | 32     |
| Lazio Rom            | Serie A                   | 1993/94         | 24     | 23   | 1          | 0          | 3           | 0           | –      | –      | 28     | 23     |
| Lazio Rom            | Serie A                   | 1994/95         | 27     | 17   | 5          | 4          | 7           | 0           | –      | –      | 39     | 21     |
| Lazio Rom            | Serie A                   | 1995/96         | 31     | 24   | 4          | 1          | 3           | 1           | –      | –      | 38     | 26     |
| Lazio Rom            | Serie A                   | 1996/97         | 32     | 15   | 4          | 0          | 3           | 0           | –      | –      | 39     | 15     |
| Lazio Rom            | Serie A                   | 1997/98         | 6      | 2    | 4          | 6          | 3           | 2           | –      | –      | 13     | 10     |
| Gesamt               | Gesamt                    | Gesamt          | 152    | 107  | 24         | 17         | 19          | 3           | –      | –      | 195    | 127    |
| Sampdoria Genua      | Serie A                   | 1997/98         | 17     | 3    | –          | –          | –           | –           | –      | –      | 17     | 3      |
| Gesamt               | Gesamt                    | Gesamt          | 17     | 3    | –          | –          | –           | –           | –      | –      | 17     | 3      |
| FC Bologna           | Serie A                   | 1998/99         | 28     | 15   | 5          | 1          | 12          | 6           | 2      | 1      | 47     | 23     |
| FC Bologna           | Serie A                   | 1999/00         | 31     | 15   | 2          | 0          | 6           | 4           | –      | –      | 39     | 19     |
| FC Bologna           | Serie A                   | 2000/01         | 23     | 16   | 2          | 1          | –           | –           | –      | –      | 25     | 17     |
| FC Bologna           | Serie A                   | 2001/02         | 14     | 3    | 1          | 0          | –           | –           | –      | –      | 15     | 3      |
| FC Bologna           | Serie A                   | 2002/03         | 24     | 12   | –          | –          | 4           | 4           | –      | –      | 28     | 16     |
| FC Bologna           | Serie A                   | 2003/04         | 23     | 6    | 1          | 0          | –           | –           | –      | –      | 24     | 6      |
| Gesamt               | Gesamt                    | Gesamt          | 143    | 67   | 11         | 2          | 22          | 14          | 2      | 1      | 178    | 84     |
| Iraklis Thessaloniki | Super League              | 2004/05         | 5      | 0    | –          | –          | –           | –           | –      | –      | 5      | 0      |
| Gesamt               | Gesamt                    | Gesamt          | 5      | 0    | –          | –          | –           | –           | –      | –      | 5      | 0      |
| FC Sopron            | Nemzeti Bajnokság         | 2012/13         | 10     | 3    | 2          | 2          | 2           | 2           | –      | –      | 14     | 7      |
| Gesamt               | Gesamt                    | Gesamt          | 10     | 3    | 2          | 2          | 2           | 2           | –      | –      | 14     | 7      |
| Karriere Gesamt      | Karriere Gesamt           | Karriere Gesamt | 513    | 234  | 51         | 22         | 41          | 17          | 2      | 1      | 607    | 275    |

Quelle: 